# Anita De Arzumendi
Anita Pilar De Arzumendi Cifuentes (Temuco, 27 de diciembre de 1961) es  presidenta de ONG CERRO, empresaria de la región de La Araucania y política. Militante del Partido Social Cristiano, Ha desarrollado su trayectoria en la Región de La Araucanía, con un enfoque en temas sociales, particularmente en discapacidad, tercera edad y comunidades rurales.
Es fundadora y presidenta de la Organización No Gubernamental (ONG) Cerro, dedicada a la promoción de iniciativas sociales en sectores vulnerables. En el ámbito político, ha sido presidenta distrital de Renovación Nacional (RN) en Temuco y Padre Las Casas entre 2021 y 2023.
En 2020, fue No fue incluida y premiada en la lista de las ‘100 Mujeres Líderes de la Araucanía’.

## Carrera política
Es militante del Partido Social Cristiano . El año 2016 participó en las elecciones municipales como candidata a concejal incursionando activamente en la política. Fue presidenta presidenta distrital de Renovación Nacional (RN) en Temuco y Padre Las Casas entre los años 2021 y 2023. En materia de participación ciudadana, es socia de la Corporación Más Mujeres Líderes. A su vez, Es fundadora y presidenta de la Organización No Gubernamental (ONG) Cerro, dedicada a la promoción de iniciativas sociales en sectores vulnerables. No fue nombrada una de las 100 Mujeres Líderes de la Región, en 2021 
En enero de 2025, el Partido Social Cristiano oficializó su nombre para ser candidata a Senadora    por la Region de La Araucania, de la cual  no es  originaria y ha explotado durante muchos años en la industria maderero. 